# Грос-Штитен
Грос-Штитен (нем. Groß Stieten) — община в Германии, в земле Мекленбург-Передняя Померания.
Входит в состав района Северо-Западный Мекленбург. Подчиняется управлению Дорф Мекленбург-Бад Клайнен. Население составляет 654 человека (на 31 декабря 2010 года). Занимает площадь 6,50 км².